# Aquaduct van Sylvius
Het aquaduct van Sylvius of de aquaeductus cerebri is een structuur in de hersenen. Deze holte, gevuld met hersenvocht, bevindt zich in de middenhersenen, in het mesencephalon, tussen de vierheuvelplaat en het tegmentum, en verbindt de derde ventrikel met de vierde ventrikel. Het gebied dat om het aquaduct heen ligt noemt men het periaqueductale grijs. Als het aquaduct van Sylvius verstopt zit, kan een waterhoofd optreden.
Het aquaduct van Sylvius werd ontdekt door de arts en anatoom Sylvius.